# Comando navale della Tanzania
Il Comando navale della Tanzania (in swahili: Kamandi ya Jeshi la Majini; in inglese: Tanzania Naval Command) è la componente navale delle forze armate dello Stato africano della Tanzania.
Benché la Tanzania disponga di un'estesa linea costiera affacciata sull'oceano Indiano, la creazione di una marina militare ha sempre occupato un posto molto secondario nelle priorità delle forze armate nazionali: una piccola unità di "polizia marittima" fu creata all'indomani dell'indipendenza del Tanganica nel 1961 e quindi espansa in una vera e propria marina militare nel 1971 grazie all'assistenza tecnica e alla cessione di naviglio da parte della Cina, ma il Comando navale della Tanzania rimane tuttora una forza piccola con in dotazione solo naviglio leggero adatto all'impiego costiero.

## Storia

### Dalla nascita agli anni 1980

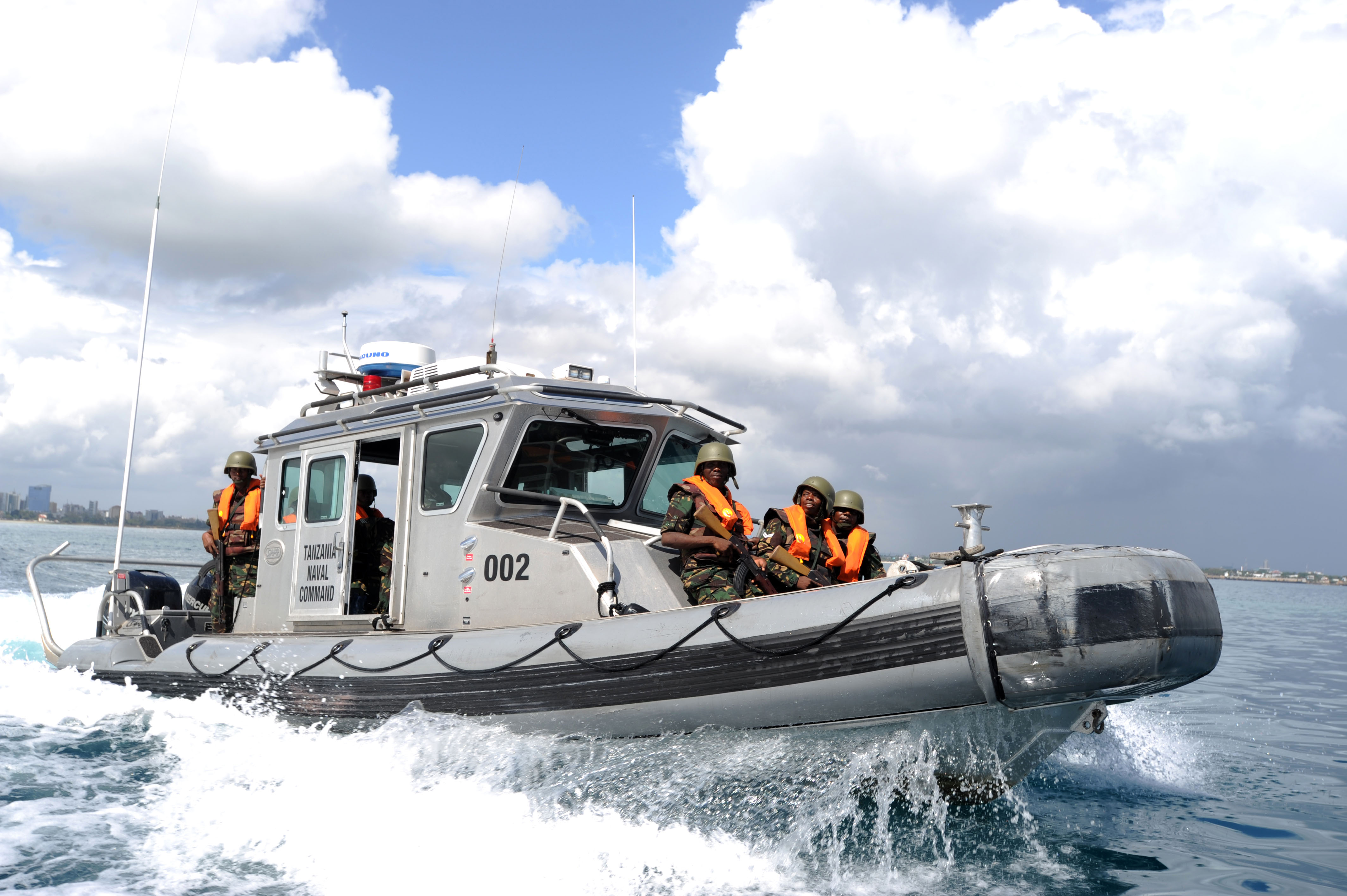
Una vedetta tanzaniana durante una manovra di addestramento nel 2012

L'antesignano più prossimo delle moderne forze navali tanzaniane può essere rintracciato nella Royal East African Navy: creata nel 1952, la REAN era una piccola forza navale sussidiaria della Royal Navy britannica, composta da personale reclutato localmente nelle allora quattro colonie del Regno Unito nell'Africa orientale (Kenya, Tanganica, Uganda e Zanzibar); subordinata alla East Africa High Commission, la REAN ebbe in servizio non più di 200 sottufficiali e marinai africani inquadrati da ufficiali britannici, mentre le unità navali in dotazione non andarono oltre un dragamine e un paio di pescherecci armati. La REAN venne infine sciolta all'indomani della proclamazione dell'indipendenza del Tanganica dal Regno Unito il 9 dicembre 1961.
Nell'aprile 1964 il Tanganica si fuse con la da poco proclamata Repubblica Popolare di Zanzibar per dare vita alla Repubblica Unita di Tanzania. Già all'indomani dell'indipendenza il Tanganica aveva avviato la creazione di proprie forze armate, ma nonostante la presenza di una linea costiera sull'oceano Indiano lunga 1824 chilometri, la disponibilità di una zona economica esclusiva ampia 242000 km² e l'accesso a tre ampi bacini lacustri (il Lago Vittoria, il Lago Tanganica e il Lago Nyassa) il settore navale fu alquanto trascurato: venne creata una Police Marine Unit, in pratica una guardia costiera equipaggiata, oltre che di qualche imbarcazione di uso portuale lasciata dai britannici, di quattro modesti guardacoste donati dalla Germania Ovest nel dicembre 1961. Dopo la nascita della Tanzania, il presidente Julius Nyerere avviò una linea politica di stampo socialista, panafricana e terzomondista, discostandosi dalla tradizionale influenza britannica; i contatti appena avviati con la Germania Ovest furono interrotti dopo la decisione di Nyere di riconoscere il governo della Germania Est nel febbraio 1965, e i quattro originari guardacoste tedesco-occidentali furono quindi rimpiazzati nel 1967 da quattro motocannoniere tedesco-orientali.
Il sodalizio più importante in campo di armamenti navali fu stabilito però con la Cina. Nel 1966 il governo di Pechino cedette a favore della Police Marine Unit tanzaniana un primo pacchetto di aiuti comprendente quattro motovedette e due mezzi da sbarco tipo LCM, impiegati poi nelle acque del Lago Vittoria. Nel gennaio 1970 specialisti cinesi curarono l'allestimento di una moderna base navale nei pressi della capitale tanzaniana di Dar es Salaam, inaugurata nel dicembre 1971 come Base navale di Kigamboni; per quella data la Police Marine Unit era stata trasformata in una vera e propria forza navale militare, assumendo la designazione di "Comando navale della Tanzania" e mettendo in linea sei moderne cannoniere classe Shanghai vendute dalla Cina. Specialisti cinesi continuarono anche negli anni successivi a fornire addestramento al personale navale tanzaniano, mentre nel 1975 il governo di Pechino cedette gratuitamente quattro motosiluranti ad aliscafo classe Huchuan.
I contatti della Tanzania con i paesi del Blocco orientale fruttarono ulteriori cessioni di materiale militare, ma le esigenze del Comando navale furono largamente subordinate a quelle di esercito e aviazione, in particolare durante gli anni della sanguinosa guerra ugandese-tanzaniana (1978-1979). Tra il 1972 e il 1975 l'Unione Sovietica cedette alla Tanzania quattro motosiluranti classe P4 e cinque motovedette, unità degli anni 1950 radiate dai ranghi della flotta sovietica e rimaste in linea con il Comando navale fino alla fine degli anni 1980. Dalla Corea del Nord furono invece acquistati quattro mezzi da sbarco classe Nampo nel 1980 e cinque motovedette nel 1987, ma queste si rivelarono unità di scarsa efficienza e furono tutte radiate entro l'inizio degli anni 2000.

### Dagli anni 1990 ai giorni nostri

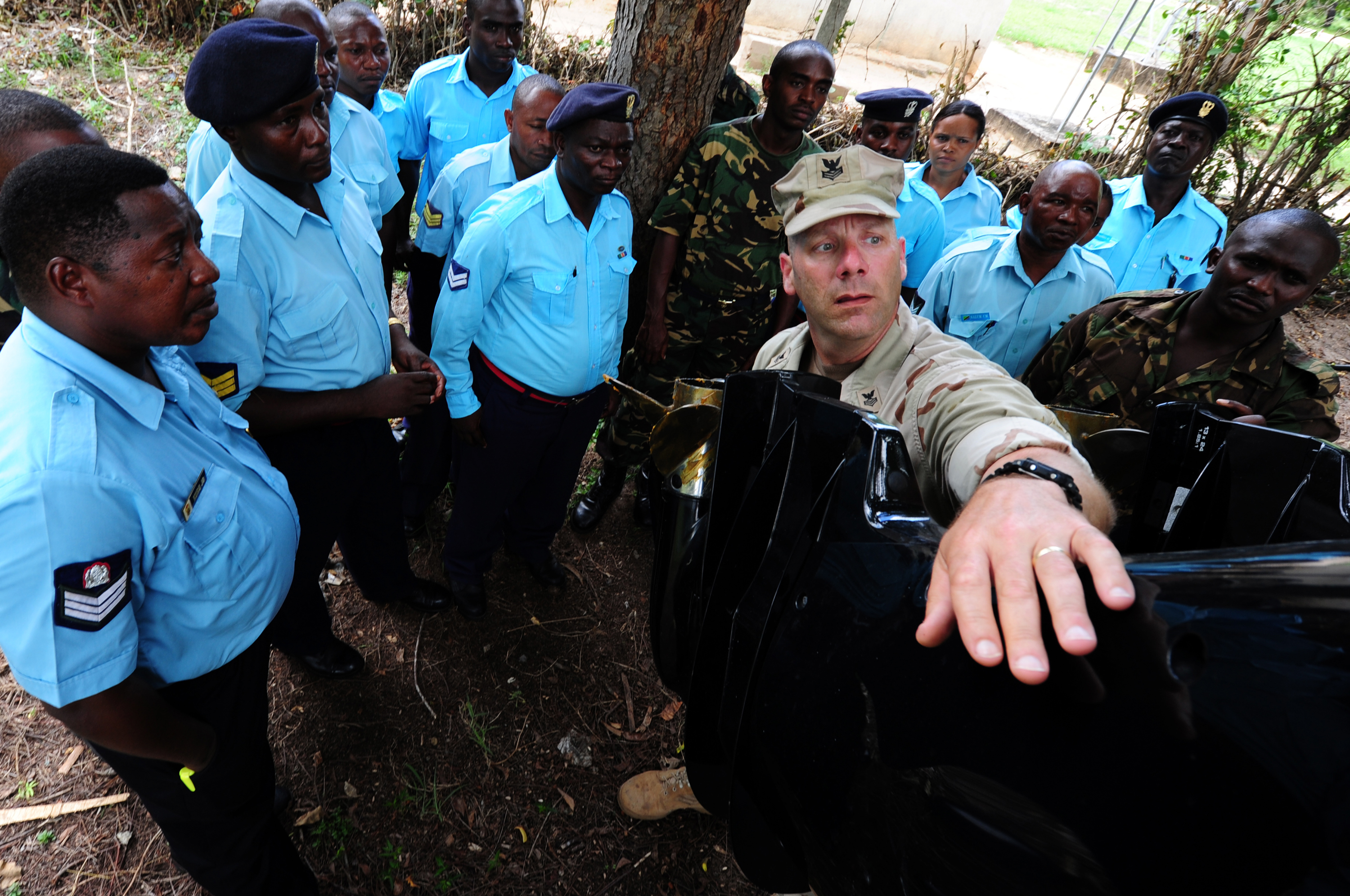
Sottufficiali del Comando navale durante un corso di addestramento con un loro omologo della United States Navy nel 2011

Dai primi anni 1990 la Tanzania avviò una limitata modernizzazione del suo apparato navale, anche in considerazione della progressiva radiazione dal servizio del materiale risalente all'epoca della guerra fredda e ormai obsoleto. Nel 1992 le sei cannoniere classe Shanghai di origine cinese in servizio dagli anni 1970 furono radiate e sostituite con due unità appartenenti alla stessa classe ma di più recente costruzione; nel 1995 Pechino consegnò due mezzi da sbarco tipo LCM della classe Yuch'in seguiti da altri due nel 2016, mentre nel 2015 furono consegnati due pattugliatori della classe Type 037. Gli stretti legami della Tanzania con la Cina non impedirono comunque una ripresa dei contatti in campo militare con il Blocco occidentale, tradottisi per il Comando navale nell'acquisto nel 2005 di due guardacoste di costruzione britannica; per l'impiego nei bacini lacustri furono invece acquistate motolance e RHIB, tra cui due moderne unità classe Defender di origine statunitense.
Nel marzo 2008 il Comando navale fu impegnato nella sua unica operazione militare reale, inviando naviglio e uomini a prendere parte all'operazione Democrazia nelle Comore, un'operazione militare dell'Unione africana volta a sostenere il governo delle Comore contro il movimento secessionista dell'isola di Anjouan; l'azione fu portata a termine con uno spargimento minimo di sangue e nessuna perdita per i tanzaniani. Al 2022 il Comando navale continuava a rappresentare la componente più piccola della Forza di difesa popolare della Tanzania, con circa 1000 effettivi in servizio permanente e una flotta composta da sei tra pattugliatori, cannoniere e guardacoste, quattro mezzi da sbarco, due motosiluranti e naviglio minore e ausiliario, senza una componente di aviazione o di fanteria di marina dedicata; le basi navali principali, oltre a quella centrale di Kigamboni, sono rappresentate dagli scali di Mtwara nel sud del paese, Zanzibar sull'omonima isola e Mwanza sulla riva meridionale del Lago Vittoria.